# TOSスーパーニュース
『TOSスーパーニュース』（ティーオーエススーパーニュース、ラテン文字表記：TOS Super NEWS）は、1998年3月30日から2015年3月29日まで17年間、テレビ大分で夕方に生放送されていた大分県向けのローカルワイドニュース番組である。フジテレビ発の全国ニュース『FNNスーパーニュース』を内包。ハイビジョン制作（ハイビジョン放送は地上デジタル放送のみで実施）。

## 概要
- 『TOSザ・ヒューマン FNN』を1年で打ち切って改題リニューアルした番組である。

- テレビ大分はNNNにも加盟しているが、この番組を放送するために日本テレビ発の夕方のニュース（現在は『news every.』）をネットしていなかった。

- ただし、2006年9月6日には悠仁親王誕生関連報道のため、同じく日本テレビ発の『NNN NEWSリアルタイム』を19:58まで放送したことがある。これは、同日（水曜）のゴールデンタイムが日本テレビ系列の編成となっているためである。

- 2006年12月1日放送分からはハイビジョン制作が行われていた。また、2007年10月1日放送分をもってニュース専用のスタジオセットが新しくなった。

- 2008年11月3日放送分からは、エンディング後の提供クレジットがCMを挿まないで直接入るようになった。

- 2011年4月4日放送分からは、直後の時間帯に放送されていた天気予報が番組内コーナーと化したことから、月曜 - 金曜の放送時間が5分拡大した。

- テレビ大分は『スーパーニュース』の17時台をネットせず、同時間帯でテレビドラマの再放送やバラエティ番組の遅れネット（2014年3月28日まで）、自社制作枠の夕方ワイド番組『ゆ〜わくワイド』の放送（2014年3月31日以降）を行っていた。

- ただし、速報性の高いニュースが入ってきた場合には、テレビ大分もフジテレビ発17時台の全国ニュースをネットしていた。

- 本番組は2015年3月27日をもって平日版のみ単独放送枠を終了。前述の『ゆ〜わくワイド』と統合され、『ゆ〜わくワイド&News』として再スタートした。

## 放送時間
| 期間      | 期間      | 放送時間（JST）       | 放送時間（JST）       | 放送時間（JST）       |
| 期間      | 期間      | 月曜 - 金曜           | 土曜                  | 日曜                  |
| --------- | --------- | --------------------- | --------------------- | --------------------- |
| 1998.3.30 | 2000.4.2  | 17:54 - 18:55（61分） | 18:00 - 18:25（25分） | 17:30 - 17:55（25分） |
| 2000.4.3  | 2001.4.1  | 17:53 - 18:55（62分） | 18:00 - 18:25（25分） | 17:30 - 17:55（25分） |
| 2001.4.2  | 2011.4.3※ | 17:53 - 18:55（62分） | 17:30 - 17:55（25分） | 17:30 - 17:55（25分） |
| 2011.4.4  | 2014.3.30 | 17:53 - 19:00（67分） | 17:30 - 17:55（25分） | 17:30 - 17:55（25分） |
| 2014.3.31 | 2015.3.29 | 17:54 - 19:00（66分） | 17:30 - 17:55（25分） | 17:30 - 17:55（25分） |

※2011年3月11日から同年4月1日までは東日本大震災関連の特別編成が行われたため、この期間については記していない。

## 出演者

### 平日版
メインキャスター
| 期間      | 期間      | 男性                | 男性                | 男性                | 女性              | 女性              | 女性              |
| 期間      | 期間      | 月・火              | 水                  | 木・金              | 月・火            | 水                | 木・金            |
| --------- | --------- | ------------------- | ------------------- | ------------------- | ----------------- | ----------------- | ----------------- |
| 1998.3.30 | 2000.3.31 | 園田雅之            | 園田雅之            | 小笠原正典          | 金井陽子          | 金井陽子          | 吉本いく子        |
| 2000.4.3  | 2001.3.30 | 園田雅之            | 園田雅之            | 阿部洋樹            | 金井陽子          | 金井陽子          | 杉村幸子          |
| 2001.4.2  | 2001.9.28 | 園田雅之            | 園田雅之            | 阿部洋樹            | 桝亜希子          | 金井陽子          | 金井陽子          |
| 2001.10.1 | 2002.3.29 | 阿部洋樹            | 園田雅之            | 園田雅之            | 桝亜希子          | 金井陽子          | 金井陽子          |
| 2002.4.1  | 2002.9.27 | 小笠原正典          | 園田雅之            | 園田雅之            | 桝亜希子          | 金井陽子          | 金井陽子          |
| 2002.9.30 | 2003.3.28 | 小笠原正典          | 園田雅之            | 園田雅之            | 橋本諭子          | 金井陽子          | 金井陽子          |
| 2003.3.31 | 2003.9.26 | 佐藤正和            | 小笠原正典          | 小笠原正典          | 橋本諭子          | 金井陽子          | 金井陽子          |
| 2003.9.29 | 2005.4.1  | 佐藤正和            | 小笠原正典          | 小笠原正典          | 橋本諭子          | 橋本諭子          | 野間洋子          |
| 2005.4.4  | 2005.9.30 | 佐藤正和            | 佐藤正和            | 小笠原正典          | 野島亜樹          | 野島亜樹          | 野間洋子          |
| 2005.10.3 | 2007.9.28 | 佐藤正和            | 佐藤正和            | 小笠原正典          | 野島亜樹          | 野島亜樹          | 手柴真由美        |
| 2007.10.1 | 2009.10.2 | 佐藤正和            | 佐藤正和            | 小笠原正典          | 野島亜樹          | 野島亜樹          | 野島亜樹          |
| 2009.10.5 | 2011.3.25 | 佐藤正和            | 佐藤正和            | 小笠原正典          | 佐藤晶代          | 佐藤晶代          | 野島亜樹          |
| 2011.3.28 | 2013.3.29 | 佐藤正和 小笠原正典 | 佐藤正和 小笠原正典 | 佐藤正和 小笠原正典 | 田中愛佳 野島亜樹 | 田中愛佳 野島亜樹 | 田中愛佳 野島亜樹 |
| 2013.4.1  | 2014.3.28 | 佐藤正和 向剛誠     | 佐藤正和 向剛誠     | 佐藤正和 向剛誠     | 田中愛佳 野島亜樹 | 田中愛佳 野島亜樹 | 田中愛佳 野島亜樹 |
| 2014.3.31 | 2015.3.27 | 岡村誠之            | 岡村誠之            | 岡村誠之            | 井下育恵          | 井下育恵          | 井下育恵          |

コーナー担当
| 期間      | 期間      | お天気            | 月曜トリニータコーナー |
| --------- | --------- | ----------------- | ---------------------- |
| 1998.3.30 | 2003.3.28 | （不在）          | （不在）               |
| 2003.3.31 | 2004.3.26 | 宮本智恵 甲斐友子 | （不在）               |
| 2004.3.29 | 2006.9.29 | 小野美佳 小林弥生 | （不在）               |
| 2006.10.2 | 2008.4.4  | 小林弥生          | （不在）               |
| 2008.4.7  | 2010.4.2  | 小林弥生          | 可兒亮子               |
| 2010.4.5  | 2013.3.29 | 小林弥生          | 岡村誠之               |
| 2013.4.1  | 2014.3.28 | 幸綾音            | 岡村誠之               |
| 2014.3.31 | 2015.3.27 | 幸綾音            | 藤村晃輝               |

### 週末版
週末版の担当者はシフト勤務体制で担当していた。
- 岩尾保次
- 阿部洋樹（不定期）
- 財前真由美
- 野間洋子（不定期）
- 工藤健太（土曜）
- 手柴真由美（不定期）
- 野島亜樹（不定期）
- 平松健太郎（不定期）
- 菅未来（不定期）
- 可兒亮子（不定期）
- 岡村誠之（日曜）